# Karol Józef Czapski
Karol Józef Czapski zwany Karolem Czapski-Hutten ze Stańkowa herbu Leliwa (ur. 1777, zm. 1836 w Duniłowiczach) – szambelan królewski na dworze Stanisława Augusta Poniatowskiego.

## Rodzina
Syn Franciszka Stanisława Kostki, ostatniego wojewody chełmińskiego i Weroniki Joanny Radziwiłł, córki Michała Kazimierza zwanego Rybeńko, hetmana wielkiego litewskiego. Ożeniony z Fabianną Obuchowicz, córką kasztelana mińskiego Michała Obuchowicza.
Brat Stanisława (1779–1844), pułkownika wojsk polskich. 
Był ojcem  Emeryka Zachariasza Hutten-Czapskiego, polskiego numizmatyka.

## Kariera
Pełnił urząd marszałka powiatu mińskiego. Był pułkownikiem wojsk polskich.

## Miejsce spoczynku
Pochowany został w Stańkowie pod Mińskiem Litewskim.